# リビア王国

リビア王国
المملكة الليبية (アラビア語)

国歌: ليبيا ليبيا ليبيا（アラビア語）
リビア、リビア、リビア

リビア王国の位置

リビア王国（リビアおうこく、アラビア語: المملكة الليبية, ラテン文字転写: al-Mamlakah al-Lībiyyah）は、かつてリビアに存在した王国。1951年にイドリース1世を国王に戴いて独立した。1963年までは連邦制であり、その間の国名はリビア連合王国であった。
キレナイカで19世紀以降広く信仰されて勢力を強め、オスマン帝国やイタリアに対して抵抗を続けてきたサヌーシー教団のサヌーシー家を王家とする。トリポリタニアのトリポリと、本拠地キレナイカのベンガジの2都市を首都とする複都制を採っており、国王と政府機関は季節によって両首都を使い分けていた。

## 歴史
リビアは16世紀以降、オスマン帝国の支配下にあったが、1911年にイタリア王国の植民地となる。第二次世界大戦では、連合国（イギリス）と枢軸国（イタリア、ナチス・ドイツ）の間で激しい戦闘が行われ（北アフリカ戦線）、多くの血が流された。イタリアの敗戦により、戦後は英仏の共同統治領となった。
1949年6月、後に国王となるイドリース・アッ＝サヌーシーはキレナイカの独立を宣言（キレナイカ首長国）。続いてトリポリタニアやフェザーンとの統一交渉も開始されたが、国家体制のあり方で対立。経済の中心であるトリポリを擁するトリポリタニアは中央集権国家を志向したが、一方でキレナイカとフェザーンは連邦制を主張した。1951年、国連の決議により、最終的にリビアは3州の連合王国として独立し、イドリースはイドリース1世として王位に就いた。また、首都はトリポリとベンガジの複都制であり、外交や国防を担当する中央政府の下、3つの州政府に大幅な内政自治権が与えられた。
国王イドリース1世は親欧米路線を採り、基地を提供して経済援助を引き出した。また、リビアで石油採掘が始まると、莫大なオイルマネーを得るようになる。しかし、利益は王家とその周辺が吸収して国民全体に行き渡らず、トリポリタニアとキレナイカの地域対立も激しくなるなど、内政は不安定であった。更に、1956年に隣国エジプトで第二次中東戦争が発生すると、リビアでも反欧米の汎アラブ主義が浸透し始め、親欧米の国王に対する民衆の不満は高まっていった。
1963年、リビアは連邦制を廃止し、国名もリビア王国へ変更する。これに伴い中央政府の権限を強化し、国民間の格差是正に努めた。また、親欧米路線の転換を行い、民族感情の暴発を抑えようと試みた。しかし、時既に遅く、国王・政府に対する国民の不満は頂点に達していた。
1969年9月1日、首都トリポリでムアンマル・アル＝カッザーフィー率いる若手将校たちのクーデターが勃発。トルコで療養中の国王イドリース1世は追放され、王政が廃止された。同年11月に公布された暫定憲法により、カッザーフィーを議長とする革命評議会が最高統治機関として設けられ、国名はリビア・アラブ共和国と改められた。